# HD 176871
HD 176871，又名BD+26 3429，SAO 86707、HR 7202，是一颗恒星，视星等为5.69，位于銀經57.62，銀緯9.65，其B1900.0坐标为赤經18h 57m 13.6s，赤緯+26° 9.65′ 57″。